# Cabanillas de San Justo
Cabanillas de San Justo es una localidad española de la provincia de León, en la comunidad autónoma de Castilla y León. Se encuentra en la comarca de El Bierzo y pertenece al municipio de Noceda del Bierzo.
- Datos: Q5737925